# بخش ماکوشینسکی
بخش ماکوشینسکی (به لاتین: Makushinsky District) یک منطقهٔ مسکونی در روسیه است که در استان کورگان واقع شده‌است.